# Sibbaldia pentaphylla
Sibbaldia pentaphylla là loài thực vật có hoa trong họ Hoa hồng. Loài này được J. Krause miêu tả khoa học đầu tiên năm 1922.